# قطعنامه ۱۴۸۸ شورای امنیت
قطعنامه ۱۴۸۸ شورای امنیت سازمان ملل متحد که در تاریخ ۲۶ ژوئن ۲۰۰۳ تصویب شد، سندی بین‌المللی دربارهٔ بررسی وضعیت خاورمیانه است. این قطعنامه طی نشست ۴۷۷۹ام با ۱۵ رای موافق، ۰ مخالف و ۰ ممتنع تصویب شد.